# IC 4250
IC 4250 ist ein interagierendes Galaxienpaar im Sternbild Coma Berenices am Nordsternhimmel. Es ist schätzungsweise 499 Millionen Lichtjahre von der Milchstraße entfernt.
Das Objekt wurde am 12. Juni 1895 vom französischen Astronomen Stéphane Javelle entdeckt.